# 勐海胡颓子
勐海胡颓子（学名：Elaeagnus conferta var. menghaiensis）为胡颓子科胡颓子属下的一个变种。

## 扩展阅读
- 維基物種上的相關：勐海胡颓子